# Papuavelia
Papuavelia is een geslacht van wantsen uit de familie beeklopers (Veliidae). Het geslacht werd voor het eerst wetenschappelijk beschreven door D. Polhemus & J. Polhemus in 2000.

## Soorten
Het genus bevat de volgende soorten:

- Papuavelia orientalis Zettel & Balke, 2017
- Papuavelia siculifera D. Polhemus & J. Polhemus, 2000